# Herguijuela
Herguijuela è un comune spagnolo di 386 abitanti situato nella comunità autonoma dell'Estremadura.